# 吉本玲緒
吉本 玲緒（よしもと れお、1979年6月30日 - ）は、広島県出身の元競艇選手。登録番号4126。身長172cm。血液型AB型。89期。同期に山田雄太、森永愛らがいる。

## 来歴
- やまと競艇学校時代、リーグ戦勝率6.94（準優出6、優出4、優勝1）の成績を残して、卒業記念競走で優勝。
- 2001年11月13日、宮島競艇場にてデビュー。同日、1Rで初勝利。
- 2009年7月20日、大村競艇場での「第6回夢の初優勝W決定戦～マンスリーKYOTEI杯」で初優勝（優出6回目）。
- 2024年10月25日、宮島競艇場でラストレース（6着）。優勝は上記の2009年7月の大村競艇場と、2011年8月の宮島競艇場の2回[1]。現役引退後はJLCの解説者に転身している。